# Buzz Factory
Buzz Factory è il quarto album discografico degli Screaming Trees, pubblicato nel 1989.

## Descrizione
Questo è anche l'ultimo album del gruppo con la SST Recordse successivamente inciderà per la Sub Pop e per la Epic Records. L'album fa intravedere un mutamento nella musica del gruppo, dal rock psichedelico (ancora presente) all'alternative rock.
Il gruppo incomincia a essere noto e si pensa di fare le cose in grande provando a realizzare un album doppio e la formazione, con Donna Dresch al basso al posto di Van Conner che aveva lasciato il gruppo per motivi economici, si trasferì a registrare per due settimane in uno studio di Los Angeles chiamato Spinhead; il risultato però non piacque al gruppo che chiese all'etichetta di registrare nuovamente tutto in un altro studio; il materiale registrato allo studio Spinhead andò poi perduto. A dicembre 1988, con il rientro di Van Conner, il gruppo registrò il nuovo materiale nello studio Reciprocal Recording di Seattle con il produttore Jack Endino, nome noto della scena grunge e alternative rock che aveva collaborato con Soundgarden, Green River e Mudhoney. Come riportato poi da Endino, durante le sessioni di registrazioni i due fratelli Connor litigarono spesso arrivando a picchiarsi nello studio ma alla fine in circa una settimana le registrazioni vennero completate.
L'album venne pubblicato nel 1989 ed il gruppo partì per un tour promozionale in Europa. Economicamente però le cose non andarono bene a causa di una gestione non precisa della casa discografica; lasciata quindi la SST Records, grazie a Susan Silver il gruppo firmò un contratto con la Epic Records.

## Formazione
- Mark Lanegan - voce
- Gary Lee Conner - chitarra
- Van Conner - basso
- Mark Pickerel - batteria

## Tracce
Testi e musiche di Screaming Trees.
1. Where the Twain Shall Meet – 3:27
2. Windows – 2:41
3. Black Sun Morning – 5:00
4. Too Far Away – 3:34
5. Subtle Poison – 3:50
6. Yard Trip #7 – 2:08
7. Flower Web – 3:39
8. Wish Bringer – 3:03
9. Revelation Revolution – 2:39
10. The Looking Glass Cracked – 3:33
11. End Of The Universe – 5:49